# Otočačka biskupija
Otočačka ili Otočka biskupija bivša je hrvatska biskupija koja je imala središte u Otočcu.
Malo se zna o njenoj povijesti, osim što je ustanovljena na nagovor kneza Sigismunda Frankapana koja je odvojenaod tadašnje Senjske biskupije no zbog stalnih turskih napada ukinuta je 1534. te pripojena natrag senjskoj biskupiji. 1933. ponovno je uspostavljena kao naslovna biskupija, a trenutni naslovni biskup je Joaquín Humberto Pinzón Güiza, apostolski vikar u Kolumbiji.

## Popis naslovnih biskupa
- Patrick Webster (26. lipnja 1969. – 7. ožujka 1970.)
- Maurice Paul Delorme (2. listopada 1975. – 27. prosinca 2012.)
- Joaquín Humberto Pinzón Güiza (21. veljače 2013. - danas)